# Silvestro Lega
Silvestro Lega (n. 8 decembrie 1826, Modigliana, Emilia-Romagna, Italia – d. 21 septembrie 1895, Florența, Regatul Italiei) a fost un pictor italian impresionist.

## Biografie
Lega provenea dintr-o familie bogată. A studiat între anii 1843-1847 la Accademia di Belle Arti din Florența. Un adept înfocat al lui Giuseppe Garibaldi și al părintelui Giovanni Verità (1807-1885), a participat la luptele de independență, 1848-1849, (Bătălia de la Curtatone și Montanara). Apoi a continuat studiile în Florența la Antonio Ciseri.
Și-a făcut un nume prin picturi de format mare precum Toma necredinciosul în Ospitale Civico în Modigliania (1858). S-a afiliat relativ târziu, în 1861, grupării Macchiaioli ("Măzgălitorii" !), un grup de pictori florentini, care respingea pictura academică. În 1863 a pictat în Oratoriul Madonna del Cantone în Modigliani ferestrele ciuma, foamete, război, cutremur. După aceea, s-a alăturat grupului Macchiaioli (în special de Telemaco Signorini) și a pictat în aer liber peisaje și imagini. Au fost oaspeții familiei Batelli din Pergentina. În anii 1870, a avut mai multe lovituri. Mai întâi a murit Virginia Batelli și frații ei, 1876 galeria sa de artă (deținută cu  pictorul Odoardo Borrani), a fost în stare de faliment și în 1880 a avut afecțiune a ochilor. El a trăit cinci ani la elevul său Tommasi în Bella Riva și din 1886 la familia Bandini în Poggiopoiano al Gabbro în Livorno. A fost sărac și singur și a suferit de cancer la stomac, dar a rămas activ ca pictor.

## Galerie

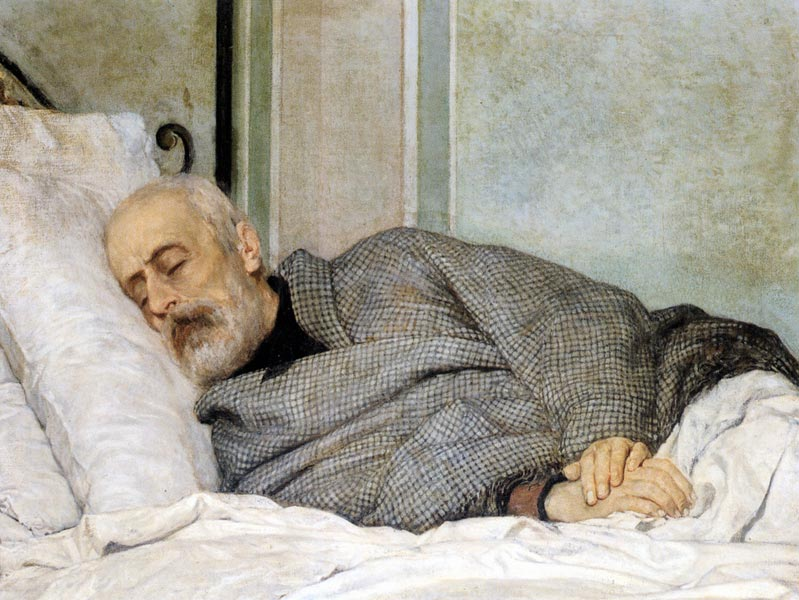
Mazzini morente, 1873
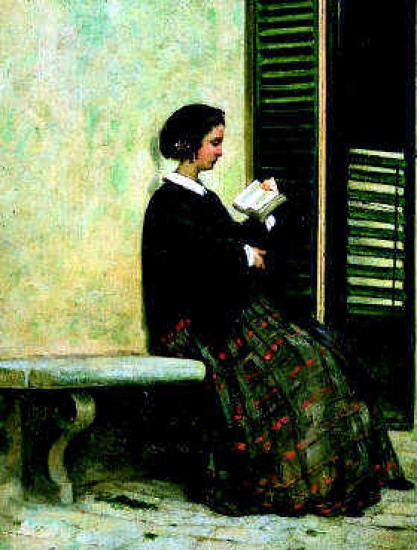
La lettura, 1864
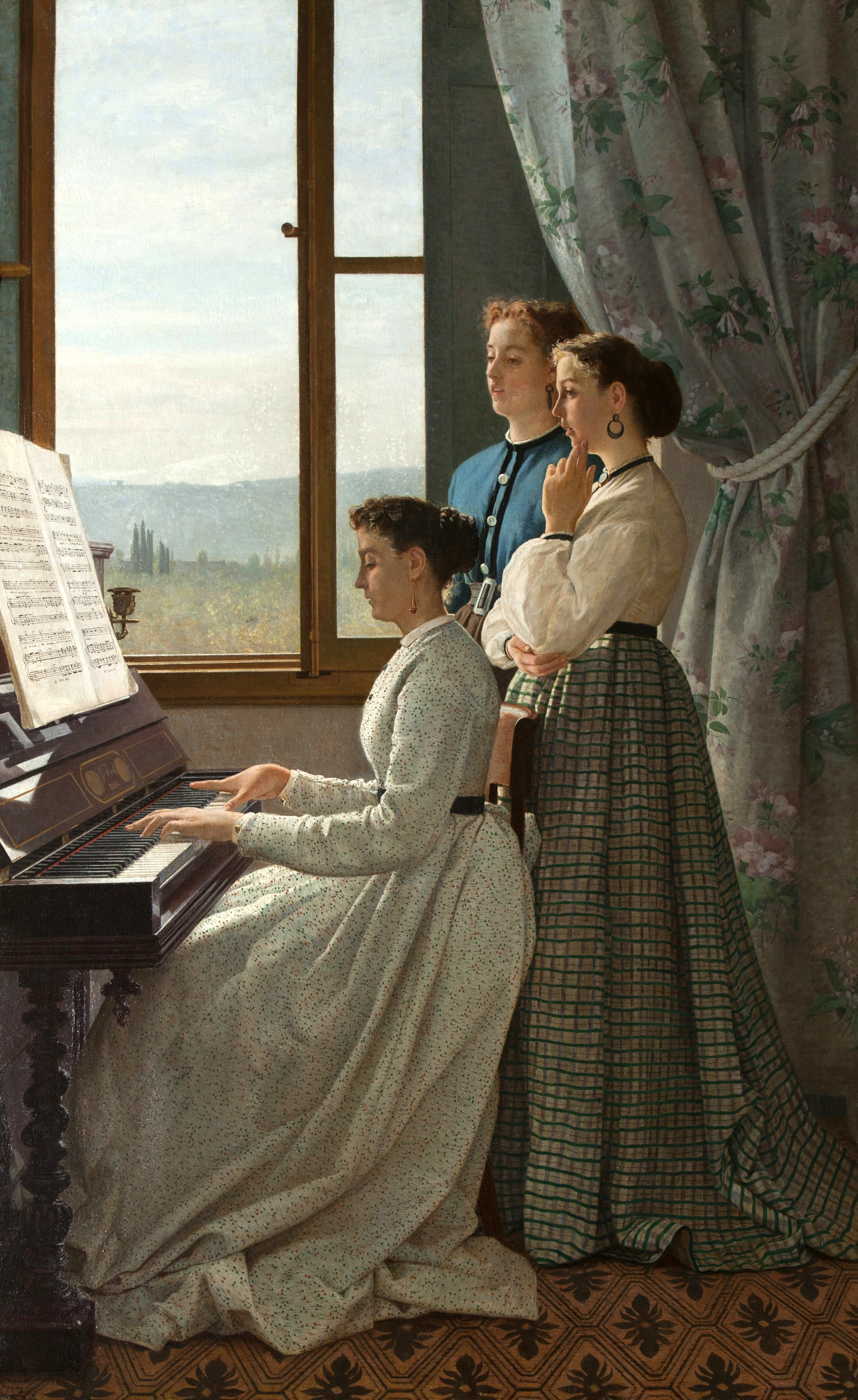
Il canto di uno stornello, 1868
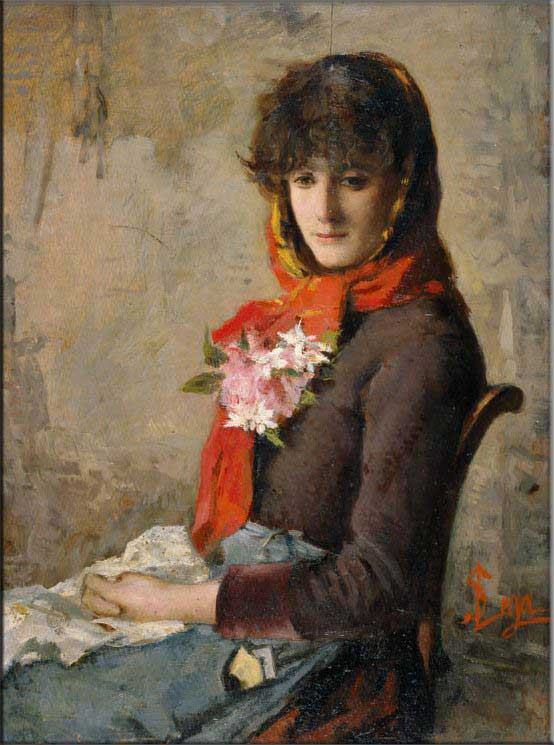
Ragazza di Crespina, ca. 1870
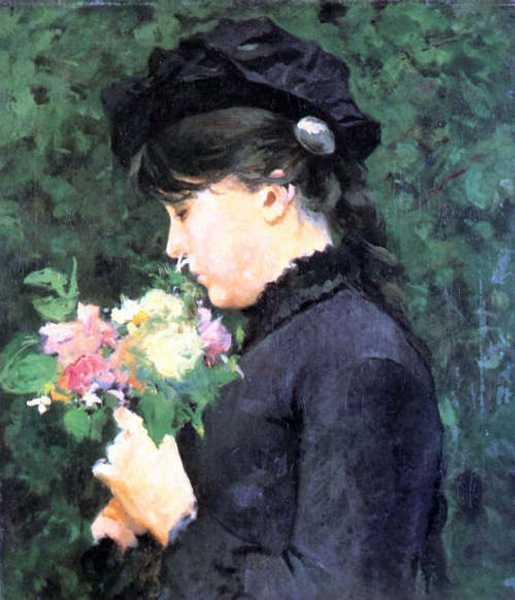
Eleonora Tommasi, 1881
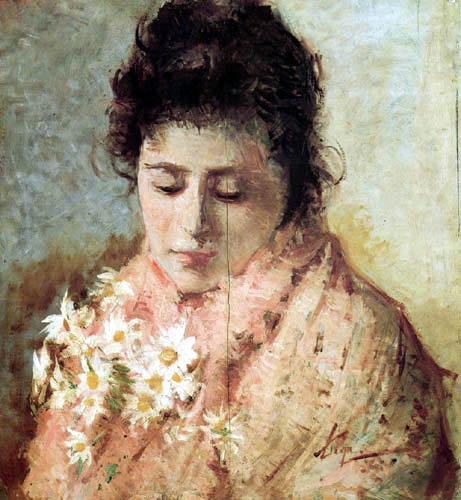
Portretul unei doamne, 1882
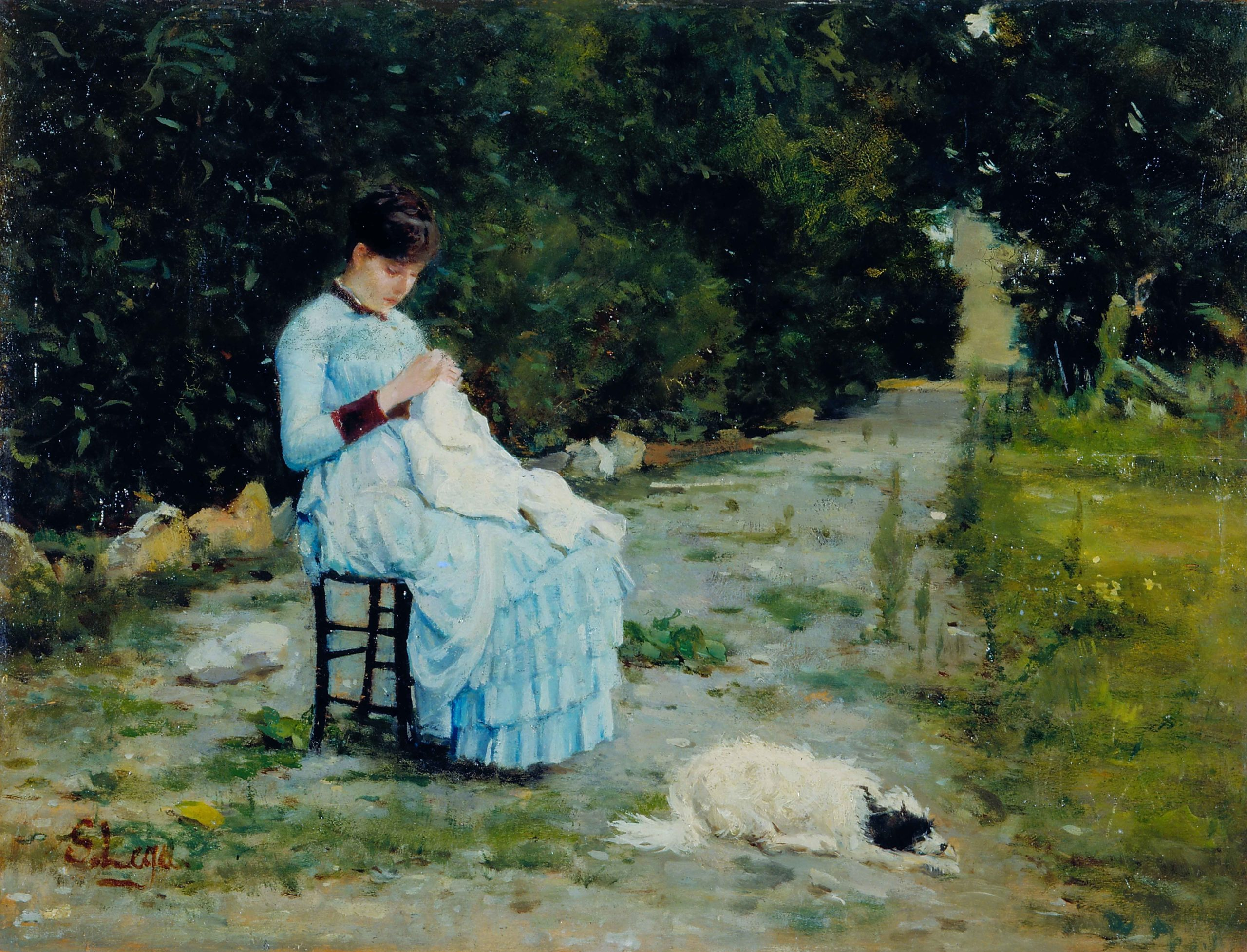
In giardino, 1883
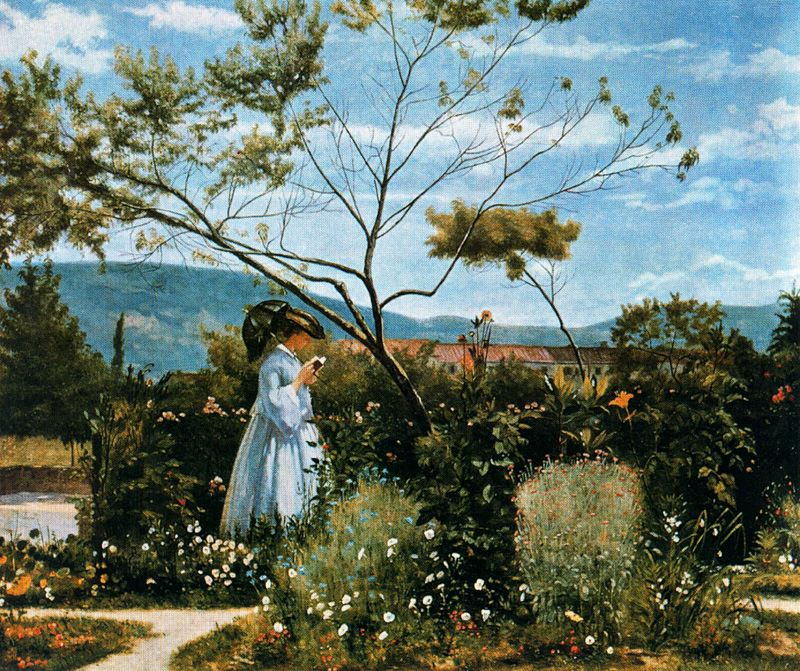
Tra i fiori del giardino, 1883
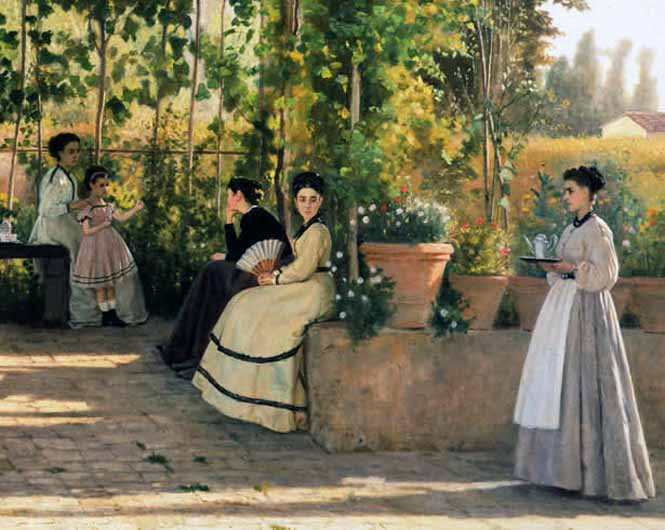
La Pergola, 1868
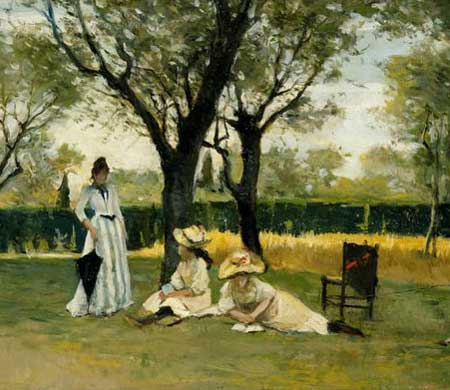
Alla villa di Poggio Piano, um 1885
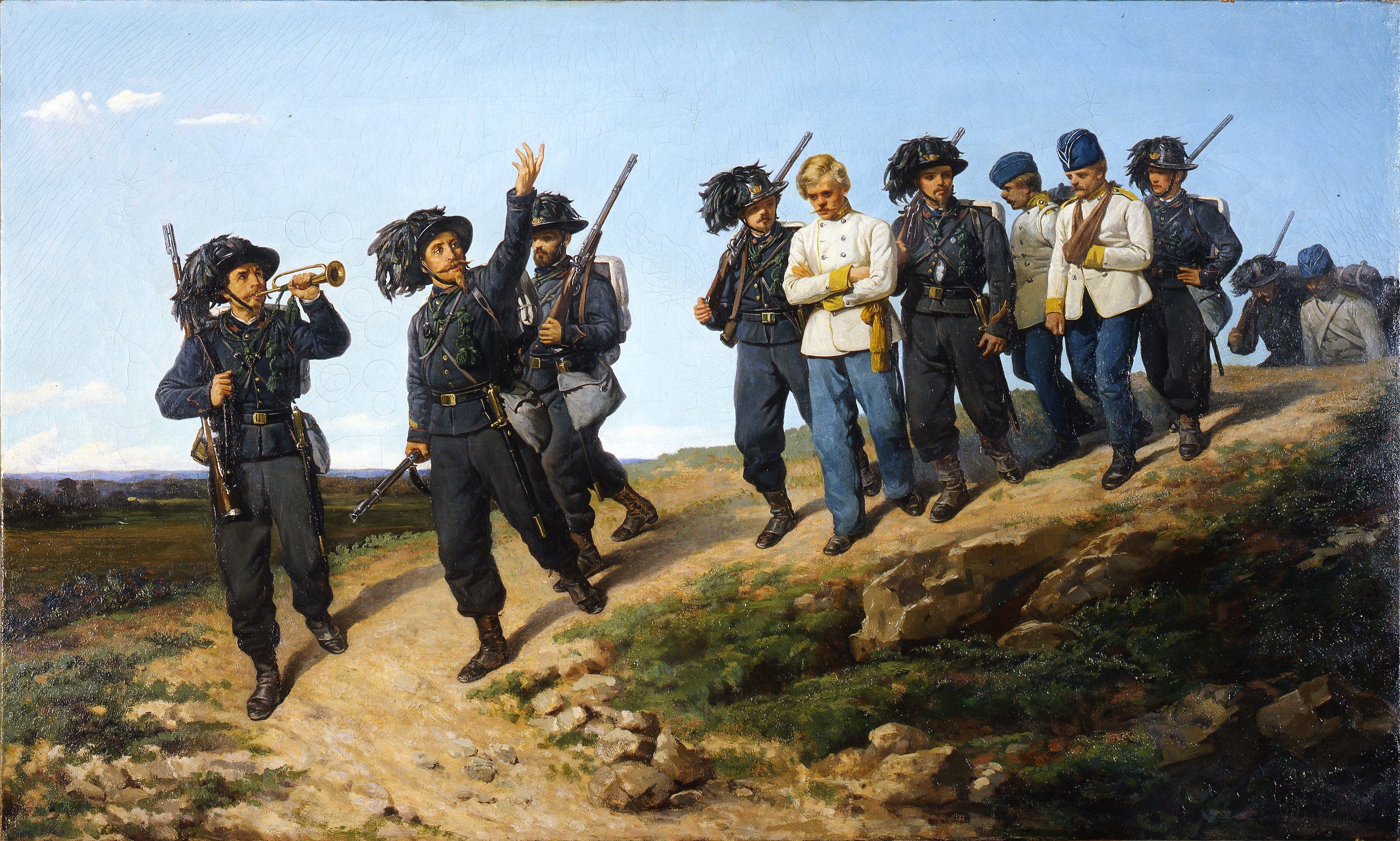
Ritorno dei bersaglieri italiani da una ricognizione, 1861
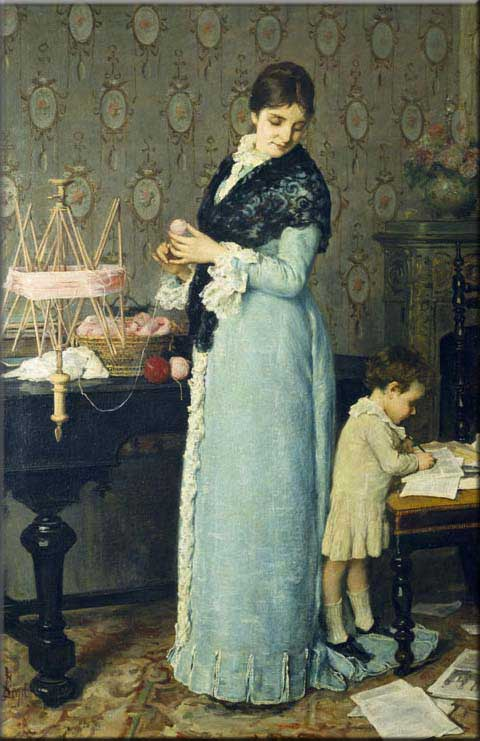
La madre
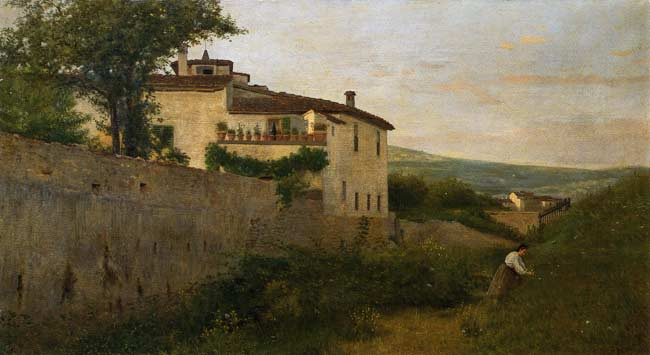
Una veduta in Piagentina, 1863
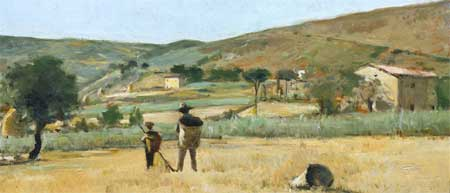
Paesaggio del Gabbro
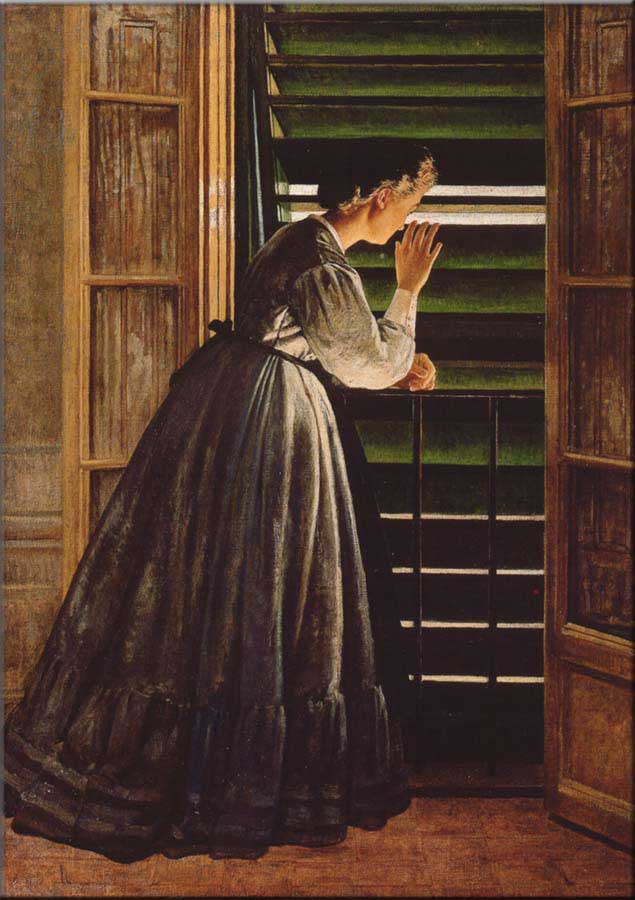
La curiosa 1866
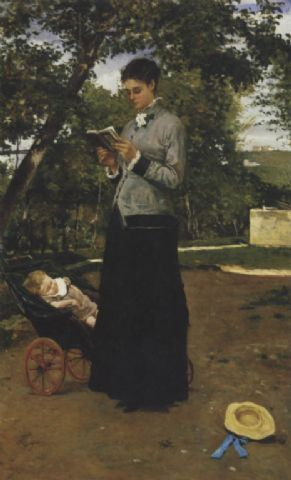
Il sonno dell'innocenza

## Portrete

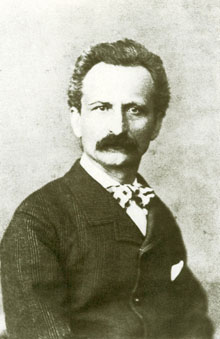
Silvestro Lega
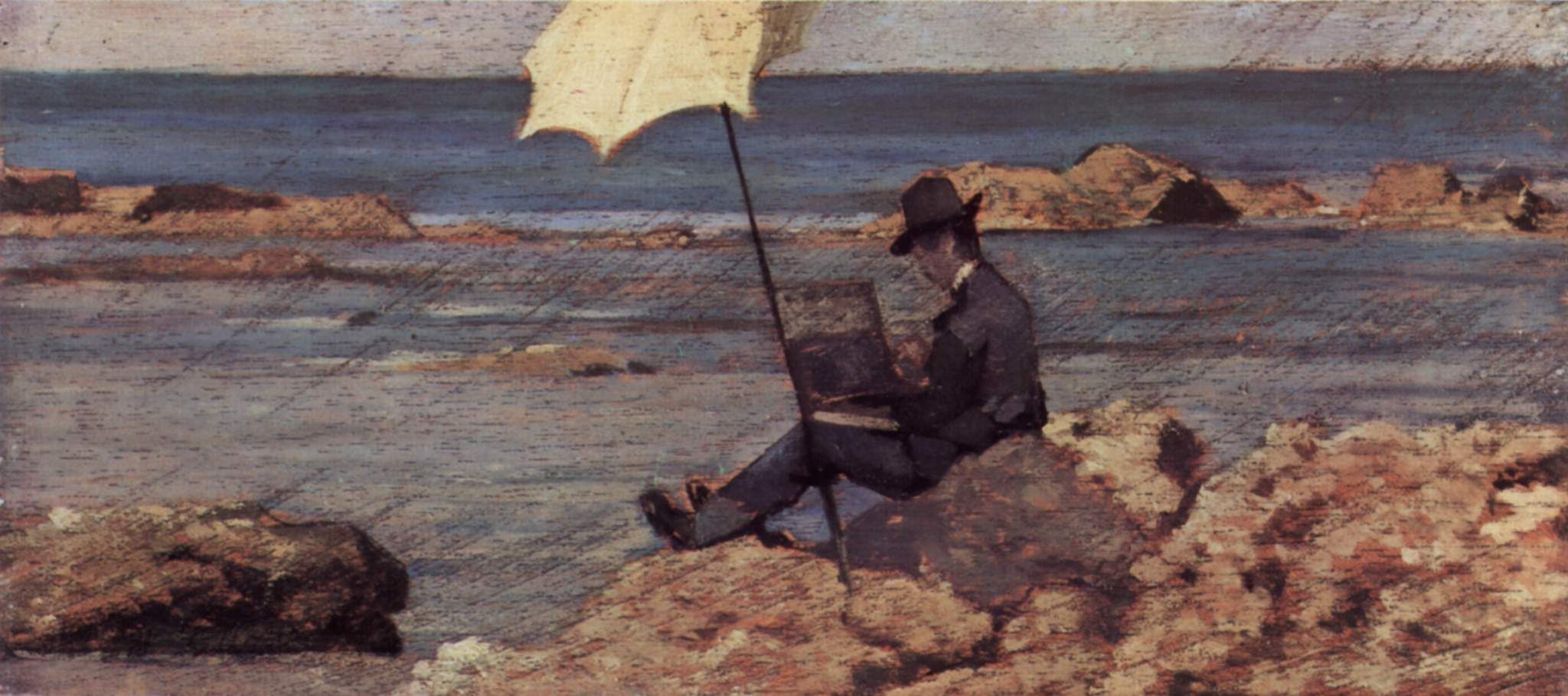
Giovanni Fattori

## Literatur
- L. Vertova, Kindlers Malereilexikon, dtv 1982
- M. Borgiotti Poesia dei Macchiaioli, Milano 1958
- P. Bucarelli u.a. Mostra dei Macchiaioli, Roma 1956
- M. Valsecchi Lega, Milano 1950
- E. Somaré Silvestro Lega, Milano 1926
- Telemaco Signorini Silvestro Lega, Florența 1895
- Norma Broude The Macchiaioli: Italian Painters of the Nineteenth Century, Yale University Press 1987
- E. Steingräber, G. Matteucci The Macchiaioli: Tuscan Painters of the Sunlight, Ausstellungskatalog, März/April 1984, New York: Stair Sainty Matthiesen Gallerie, in Zusammenarbeit mit Matthiesen, London.

## Weblinks
1. 1 2  Silvestro Lega, SNAC, accesat în 9 octombrie 2017
2. 1 2  Silvestro Lega, Lega, Silvestro[*]
3. ↑  The Fine Art Archive, accesat în 1 aprilie 2021
4. 1 2  Silvestro Lega, Brockhaus Enzyklopädie, accesat în 9 octombrie 2017
5. 1 2  Лега Сильвестро, Marea Enciclopedie Sovietică (1969–1978)[*]
6. ↑   https://pinacotecabrera.org/collezione-online/opere/ritratto-di-ettore-lega/, accesat în 12 aprilie 2023 Lipsește sau este vid: |title= (ajutor)
7. 1 2 3 4 5 6 7 8   https://www.archimagazine.com/blega.htm, accesat în 17 martie 2024 Lipsește sau este vid: |title= (ajutor)